# Claude Jacques Lecourbe
Claude Jacques Lecourbe (ur. 22 lutego 1759 w Besançon, zm. 22 października 1815 w Belfort) – francuski generał.

## Życiorys
Był nieślubnym synem oficera, do służby wojskowej wstąpił w 1777. Po wybuchu Wielkiej Rewolucji Francuskiej został kapitanem Gwardii Narodowej. Uczestniczył od 1792 w walkach nad Renem, wyróżnił się m.in. w bitwie pod Fleurus (1794). W 1794 został promowany na generała brygady, pięć lat później – na generała dywizji. Jesienią 1799 przez kilka miesięcy dowodził Armią Renu (przez pewien czas wspólnie z generałem Louisem Baraguey d’Hilliersem).
Jako wojskowy związany blisko z Jeanem Victorem Moreau znajdował się w opozycji wobec Napoleona i w 1804 otrzymał dymisję; rok później przeniesiony został do departamentu Jura, a w 1813, wobec przejścia Moreau na służbę cara, objęty został obserwacją policyjną w Bourges. W 1814 hrabia d'Artois przywrócił Lecourbe'a do czynnej służby.
Lecourbe pozostawał również w służbie w okresie Stu Dni, mimo początkowej niechęci podejmując służbę u Napoleona. Dowodził 8 korpusem w departamencie Jura. Przypadł mu obowiązek podpisania w Bavilliers rozejmu z dowódcą austriackim Hieronymusem von Colloredo-Mansfeldem. Złożył wówczas ponownie dymisję z wojska, niebawem zmarł w Belfort.